# Gerrit Brand
Gerrit Brand (Zwolle, 31 januari 1956) is een Nederlandse schrijver.

## Schrijverscarrière
Zijn debuutroman Tolvlucht verscheen in 2007 en speelt zich af tussen de Eerste en Tweede Wereldoorlog. Het boek geeft onder andere een beeld van de wijze waarop het huidige Midden-Oosten tot stand is gekomen.
Zijn tweede roman Een heel nieuw leven is een satire op het bedrijfsleven in de economische crisis aan het begin van de 21ste eeuw. Een heel nieuw leven is in 2018 in Roemeense vertaling verschenen bij uitgeverij Herg Benet in Boekarest, onder de titel O viață nouă, nouă.
In 2014 verscheen de roman De wegen van Valentina. Voor dit boek liet de schrijver zich inspireren door de Italiaanse filmmaker Michelangelo Antonioni. Brand gebruikte een van de korte verhalen van Antonioni als uitgangspunt voor zijn roman.
De Amerikaan is zijn vierde roman die in 2019 uitkwam en zich afspeelt op het platteland in het oosten van Nederland. Ook was Brand co-auteur van het boek Check, Check, Recheck van Gerrit Jacobsen.

## Vertalingen
In 2012 werd de Nederlandse versie van A Dog Called Leka gepubliceerd onder de titel Leka de Hond. De vertaling werd gedaan door Gerrit Brand.
In 2020 vertaalde de schrijver het boek Die Vanbinnen van Sam Shepard dat in 2017 door Alfred A. Knopf gepubliceerd werd. De oorspronkelijke titel was The One Inside.

## Persoonlijk
Gerrit Brand groeide op in Dedemsvaart, ging naar het gymnasium in Hoogeveen en studeerde van 1974 tot 1981 Nederlandse taal en letterkunde aan de Rijksuniversiteit Groningen. Hij studeerde af op empirisch onderzoek naar het Nederlands op Curaçao.
Brand is lid van de Maatschappij der Nederlandse Letterkunde.